# 堀勝名
堀 勝名（ほり かつな、享保元年12月3日（1717年1月15日）－寛政5年4月23日（1793年6月1日））は、江戸時代中期の細川家家臣。通称の平太左衛門（へいたざえもん）でよく知られている。藩主細川重賢を補佐して熊本藩藩政改革（宝暦改革）を推進した。

## 生涯
細川家用人堀勝行の子として生まれる。18歳で家督を継承して用人の地位と家禄500石を引き継いだ。宝暦2年（1752年）に同じ家臣である竹原惟親（勘十郎・玄路）の推挙によって大奉行に抜擢されて藩政改革の中心に立つ。反対派を抑えて6人の奉行に藩政の権限を集中させ、『刑法草書』の制定や藩校時習館や医学校再春館 (学校)の設立、隠田の摘発による課税強化や櫨・楮・蝋などの専売制の強化、財政支出の削減などを行った。財政再建の功によって宝暦6年（1756年）には中老、明和2年（1765年）には家老に任命されて家禄を3,500石に加増された。
明治44年（1911年）、従四位を追贈された。

## 人物
「キンキラキンのガネマサどん」と藩内では呼ばれた。「錦綺羅（きんきら）の贅沢品などを禁（きん）止した緊（きん）縮主義のガネマサ（カニのこと。前へ進めない）」を揶揄したもの。